# Algebre Łukasiewicz–Moisil
Algebrele Łukasiewicz–Moisil (algebrele LMn ) au fost introduse în anii 1940 de către românul Grigore Moisil (inițial sub numele de algebre Łukasiewicz). Totuși, în 1956, Alan Rose a descoperit că pentru n ≥ 5, algebra Łukasiewicz–Moisil  nu modela logica Łukasiewicz.    
În 1982, Roberto Cignoli a publicat unele constrângeri suplimentare, care adăugate la algebrele LMn produc modele corespunzătoare pentru logica Łukasiewicz ; Cignoli a numit descoperirea lui algebrele Łukasiewicz adecvate.
Moisil, însă, a publicat în 1964 o logică care să se potrivească algebrei lui (în cazul general n ≥ 5), numită acum logica Moisil. După venirea în contact cu logica fuzzy a lui Zadeh , în 1968 Moisil a introdus și el o nouă variantă de logică și algebrele LMθ  corespunzătoare. Deși implicațiile Łukasiewicz  nu pot fi definite într-o algebră LMn pentru n ≥ 5, implicația Heyting poate fi, adică algebrele LMn sunt algebre Heyting; ca urmare, logica Moisil poate fi, de asemenea, dezvoltată (din punct de veder pur logic) în cadrul logicii intuiționiste a lui Brower

## Definiție
O LMn algebră este o algebră De Morgan (o noțiune, de asemenea, introdusă de către Moisil) cu operații unare suplimentare "modale" n-1, adică o algebră de semnătură unde  J = { 1, 2, ... n-1 }. 